# Jiří Bytomský
Jiří Bytomský (před 1300 – po 1327), od 1316 spoluvládce svého bratra Vladislava jako kníže bytomský.
Jiří byl čtvrtým nejstarším synem Kazimíra Bytomského a jeho manželky Heleny.
Patří mezi ty Slezské Piastovce o kterých se nám nedochovalo moc informací. Víme pouze to, že po smrti otce roku 1312 zůstává po boku svého bratra Vladislava a od roku 1316 po jeho boku i vládne v Bytomi. Dále to že společně se svými bratry Vladislavem a Zemovítem v Opavě složili lenní hold do rukou českého krále Jana Lucemburského. Pravděpodobně nedlouho poté umírá bezdětný, stejně jako bratr Zemovít a stejně tak není známo místo ani jeho odpočinku